# Henriette Iatika
Henriette Iatika (Tanna, 19 juni 1985) is een voormalig Vanuatuaans beachvolleyballer. Ze won tweemaal de titel bij de Oceanische kampioenschappen en eenmaal een zilveren medaille bij de Aziatische kampioenschappen.

## Carrière
Iatika werd in 2006 geselecteerd om uit te komen voor het Vanuatuaans beachvolleybaltam. Het jaar daarop deed ze met Miller Pata in Samoa mee aan de kampioenschappen van Oceanië – waar het duo als tweede eindigde – en de Zuid-Pacifische Spelen – waar ze het brons wonnen. In 2008 debuteerde het tweetal in Adelaide in de FIVB World Tour. Daarnaast behaalden ze bij de Australische kampioenschappen onder de 23 en het Queensland Open-toernooi de bronzen medaille. In Tonga wonnen Iatika en Pata de Oceanische titel ten koste van het Tahitiaanse duo Lokelani Vero en Taiana Téré. Het daaropvolgende seizoen speelde het duo twee wedstrijden in de World Tour. In 2010 namen ze deel aan zes toernooien in het mondiale circuit waarbij ze driemaal to plaats drie-en-dertig kwamen. Bij de Aziatische kampioenschappen in Haikou bereikten Pata en Iatika de achtste finale die ze verloren van Tatjana Masjkova en Irina Tsymbalova uit Kazachstan.
Na een pauze van een jaar keerde Iatika in 2012 terug aan de zijde van Pata. Ze speelden dat jaar zes wedstrijden in de World Tour en behaalden met een negende plaats in Bangsaen hun eerste toptienklassering op mondiaal niveau. Daarnaast eindigde het duo als tweede bij de Aziatische kampioenschappen, nadat ze de finale verloren hadden van de Chinese Zhang Xi en Xue Chen. Bovendien won Iatika met Joyce Joshua het kampioenschap van Oceanië. Het seizoen daarop bereikten Iatika en Pata bij de wereldkampioenschappen in Stare Jabłonki de achtste finale die verloren werd van de latere kampioenen Zhang en Xue. Bij de overige vijf FIVB-toernooien kwamen ze niet verder dan een zeventiende plaats in Phuket. In Wuhan eindigde het tweetal bij de Aziatische kampioenschappen als vierde nadat ze de halve en troostfinale verloren hadden van respectievelijk Varapatsorn Radarong en Tanarattha Udomchavee uit Thailand en de Kazachse Masjkova en Tsymbalova. In 2014 begonnen Iatika en Pata met een tweede en eerste plaats bij toernooien in het continentale circuit. Daarna volgden twee vijf-en-twintigste plaatsen in de World Tour. Bij de Aziatische kampioenschappen in Jinjiang kwam het duo tot de kwartfinale waar Xue Chen en Xia Xinyi uit China te sterk waren. Na afloop namen ze deel aan vier toernooien in het mondiale circuit. In Stavanger behaalden ze met een vijf-en-twintigste plaats hun beste resultaat en in Den Haag speelde Iatika haar laatste wedstrijd in de World Tour.

## Palmares
Kampioenschappen
- 2007:  OK
- 2007:  Zuid-Pacifische Spelen
- 2008:  OK
- 2012:  AK
- 2012:  OK
- 2013: 9e WK